# クリスティアン・ヒメネス
クリスティアン・ヒメネス（Christian Giménez, 1981年2月1日 - ）は、アルゼンチン・チャコ州出身の元サッカー選手、サッカー指導者。元メキシコ代表。現役時代のポジションはミッドフィールダー。

## 経歴
1989年にボカ・ジュニアーズと契約を交わし、すぐに下部組織に組み込まれた。およそ10年の歳月の後に1998年にトップチームデビューすると、アペルトゥーラ1998、クラウスーラ1999、アペルトゥーラ2000の3度のリーグ制覇、2000年と2001年の2度のコパ・リベルタドーレス制覇を果たした。2003年からCAウニオンとCAインデペンディエンテに短期間だけ在籍し、2004年にメキシコに渡った。ティブロネス・ロホス・デ・ベラクルスには同郷のワルテル・ヒメネス、メキシコ代表のクアウテモク・ブランコやブラウリオ・ルーナなど粒揃いのメンバーがいた。
2010年にクルス・アスルへ移籍した。2017年12月、古巣のCFパチューカへ移籍し、1シーズンプレーして現役を引退した。
2020年6月30日、カンクンFCの監督に就任したことが報じられた。

## タイトル
ボカ・ジュニアーズ
- プリメーラ・ディビシオン : 1998-99A, 1998-99C, 2000-01A
- コパ・リベルタドーレス : 2000, 2001

クラブ・アメリカ
- メキシコ・スーパーカップ : 2005
- CONCACAFチャンピオンズリーグ : 2006

CFパチューカ
- コパ・スダメリカーナ : 2006
- CONCACAFチャンピオンズリーグ : 2007, 2008
- プリメーラ・ディビシオン : 2007C
- 北中米スーパーリーガ : 2007

クルス・アスル
- コパ・メヒコ : 2013C
- CONCACAFチャンピオンズリーグ : 2013-14